# Подгорный (Нижнеломовский район)
 Подгорный  — поселок Нижнеломовского района Пензенской области. Входит в состав Голицынского сельсовета.

## География
Находится в северо-западной части Пензенской области на расстоянии приблизительно 27 км на восток-северо-восток по прямой от районного центра города Нижний Ломов на правом берегу Мокши.

## История
Основан между 1926 и 1930 годами. В 1955 году — бригада колхоза «Комсомолец». В 2004 году- 8 хозяйств.

## Население
Численность населения: 64 человека (1930 год), 117 (1939), 65 (1959), 27 (1979), 11 (1989), 8 (1996). Население составляло 14 человек (русские 100 %) в 2002 году, 11 в 2010.